# エレン・ベイカー
エレン・ベイカー（Ellen Louise Shulman Baker、1953年4月27日 - ）は、アメリカ合衆国の医師、アメリカ航空宇宙局 (NASA) の宇宙飛行士である。NASA宇宙飛行士室の教育/医学ブランチのチーフを務める。

## 家族
女性初のクイーンズ区長であったクレア・シュルマンの娘である。ノースカロライナ州ファイエットビルで生まれたが、ニューヨーク市で育った。ケネス・J・ベイカーと結婚し、2人の娘を儲けた。

## 教育
以下の学校を卒業した。
- 1970年 クイーンズのベイサイド高校[2]
- 1974年 ニューヨーク州立大学バッファロー校で地質学の学士号を取得
- 1978年 コーネル大学で医学博士
- 1994年 テキサス大学公衆衛生大学院で公衆衛生修士号

## 医師としてのキャリア
コーネル大学卒業後、テキサス州サンアントニオのテキサス大学健康科学センターで内科学の訓練を受けた。3年間の訓練を経た1981年、内科専門医の認定を受けた。

## NASAでのキャリア

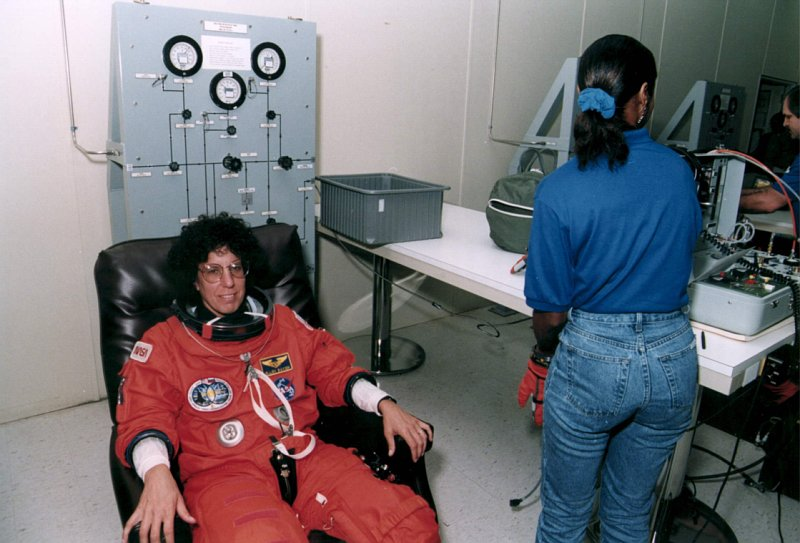
STS-71打上げ前のベイカー

1981年、ベイカーはジョンソン宇宙センターの医官としてNASAに入った。同年、彼女はサンアントニオのブルックス空軍基地で、空軍航空宇宙医学コースを卒業した。宇宙飛行士の候補となる前には、ジョンソン宇宙センターの飛行医学クリニックに医師として勤めていた。1984年5月にNASAによって宇宙飛行士の候補に選ばれ、1985年6月に宇宙飛行士となった。それ以降、彼女はNASA内でスペースシャトル計画や宇宙ステーションの開発に関わる様々な仕事に就いた。1989年のSTS-34、1992年のSTS-50、1995年のSTS-71には、ミッションスペシャリストとして参加し、合計686時間以上を宇宙で過ごした。NASA宇宙飛行士室の教育/医学ブランチのチーフを務める。

### STS-34
1989年10月18日にアトランティスがフロリダ州のケネディ宇宙センターから打ち上げられ、10月23日にカリフォルニア州のエドワーズ空軍基地に着陸した。このミッションでは、木星探査機ガリレオを放出し、また大気中のオゾンのマッピングを行うShuttle Solar Backscatter Ultraviolet Instrument (SSBUV)を運用した。また、いくつかの医学実験と多数の科学実験を行った。119時間41分のミッションで、地球を79周し、180万マイルを移動した。

### STS-50
1992年6月25日にコロンビアがケネディ宇宙センターから打ち上げられ、7月9日に同所に着陸した。United States Microgravity Laboratoryと軌道滞在期間延長機器の初飛行となった。2週間のミッションで、結晶成長、流体物理学、流体力学、生物科学、燃焼科学等を含む科学実験が行われた。331時間30分のミッションで、地球を221周し、570万マイルを移動した。

### STS-71
1995年6月27日に7人が乗ったアトランティスがケネディ宇宙センターから打ち上げられ、7月7日に8人の乗員を乗せ、同所に着陸した。STS-71は、初めてスペースシャトルがロシアの宇宙ステーションミールとドッキングしたミッションで、乗員の交代を行った。そのため、アトランティスは、ミールと互換性のあるドッキングシステムを積むように改修された。また、ペイロードベイにはスペースラブを積み、様々な生物科学実験、データ収集が行われた。235時間23分のミッションで、地球を153周し、410万マイルを移動した。